# Église de la Sainte-Trinité de Banja Luka
Pour les articles homonymes, voir Église de la Sainte-Trinité.
L'église de la Sainte-Trinité (en serbe cyrillique : Храм Свете Тројице ; en serbe latin : Hram Svete Trojice) est située en Bosnie-Herzégovine, dans la ville de Banja Luka et sur le territoire de la Ville de Banja Luka. Elle a été construite en 1963 et 1969.

## Localisation

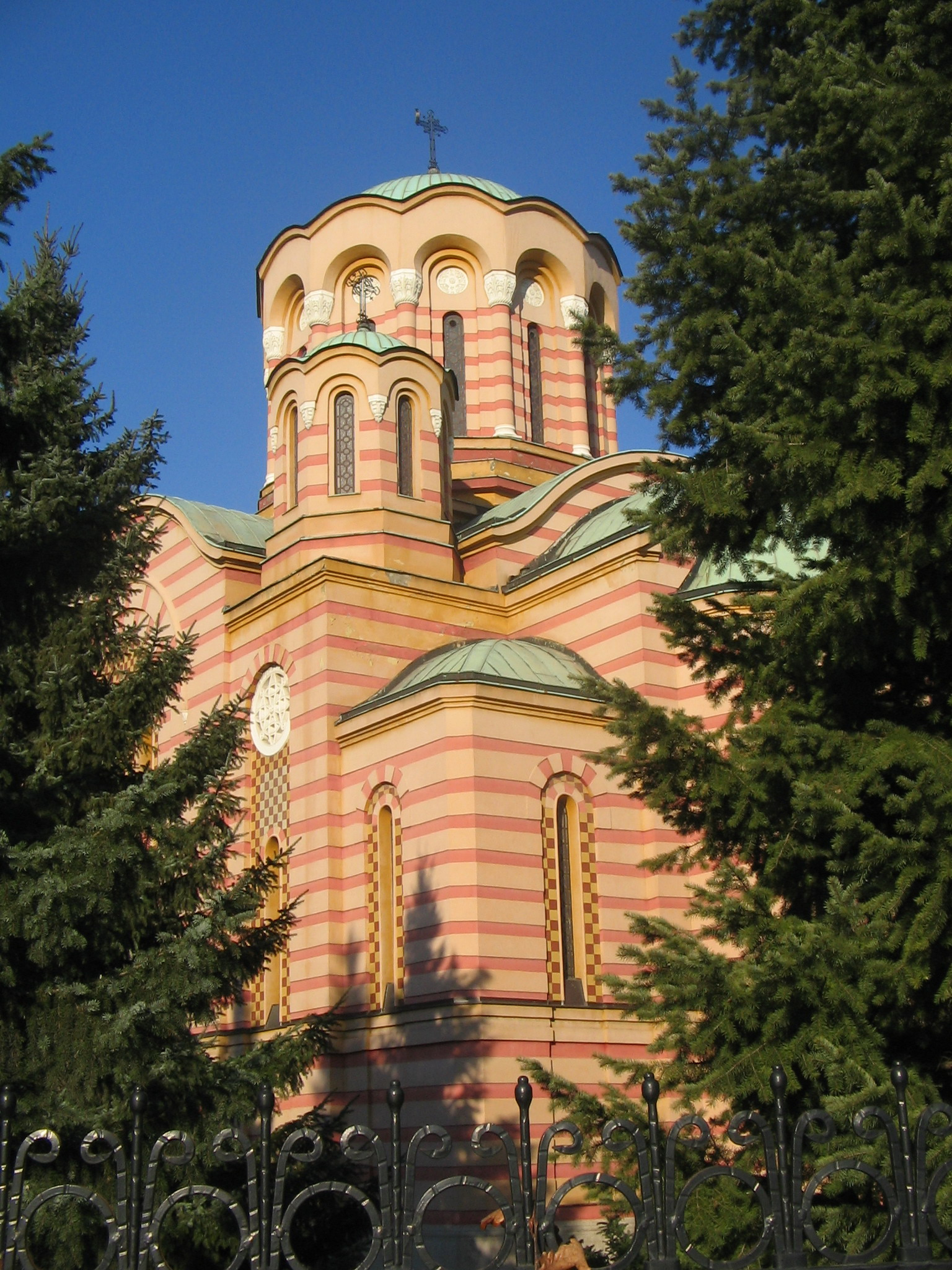
Autre vue de l'église

## Architecture

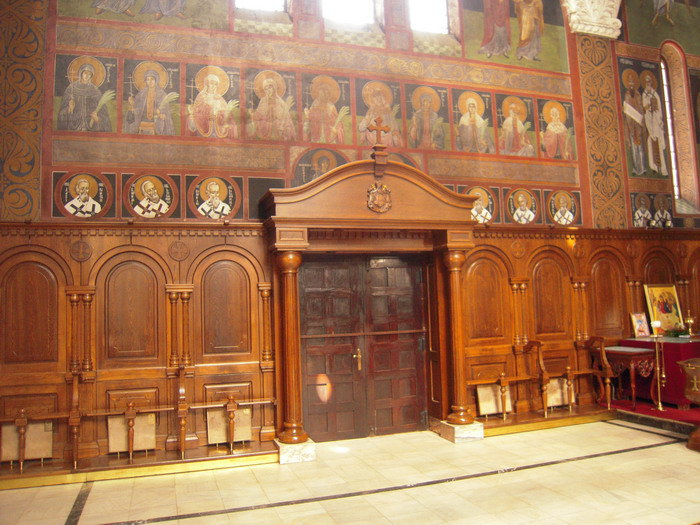
Vue de l'intérieur